# Мигдалина (геологія)

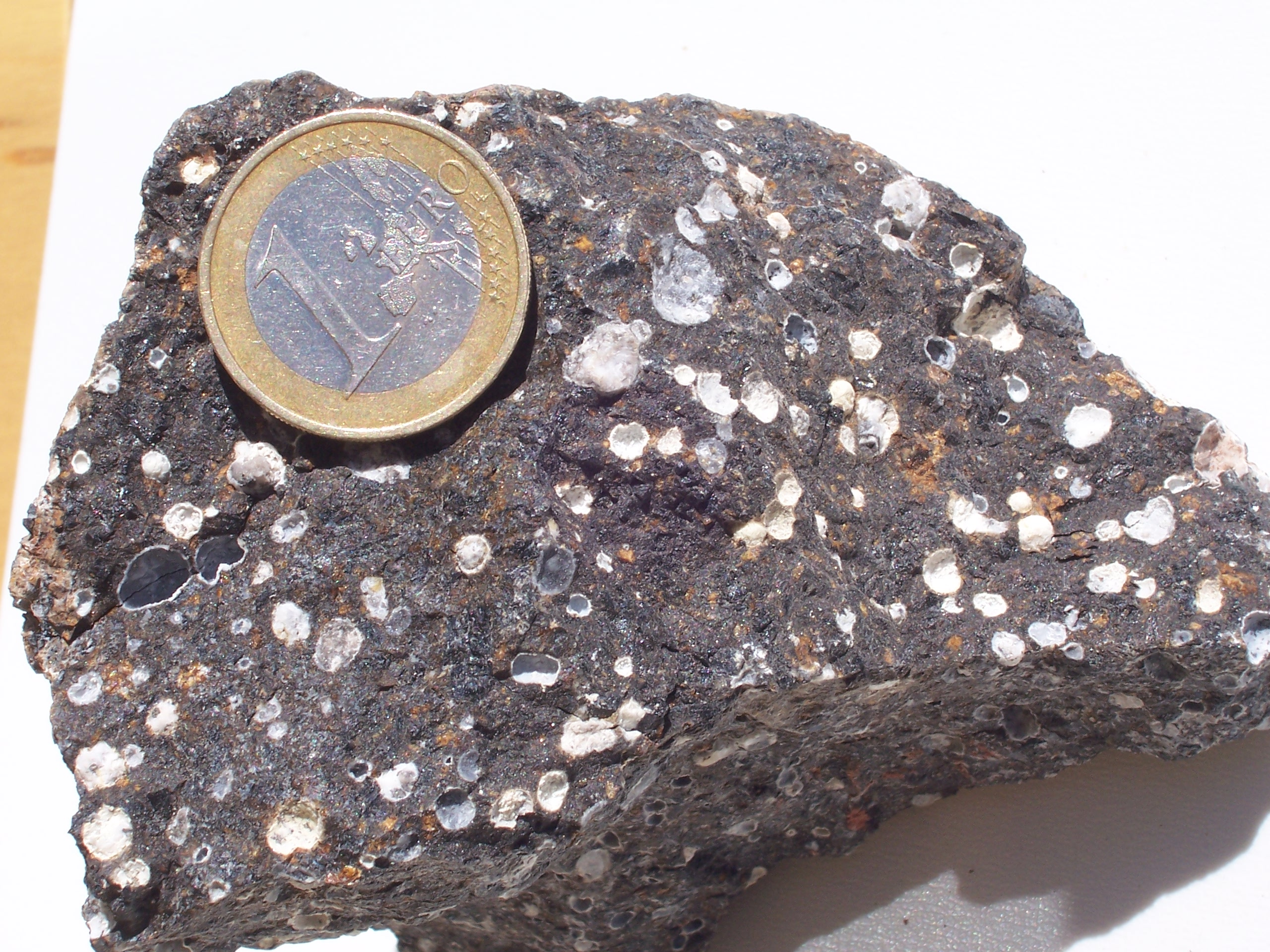
Мигдалина в лаві, Німеччина.

Мигдалина (рос. миндалина, англ. amygdale, amygdule, нім. Mandel f) — форма мінеральних тіл у вигляді невеликої круглої або еліпсоїдної секреції розміром до 10 мм у діаметрі, що виникає внаслідок заповнення порожнини в ефузивних гірських порід. Найтиповіші мигдалини спостерігаються в ефузивах, де вони виповнені цеолітами, хлоритом, опалом, халцедоном, кальцитом, кварцом та іншими гідротермальними мінералами. Порожнини виникають внаслідок утворення газових пухирів у лаві, що охолоджується, або як результат часткового розчинення речовини породи.